# Fernando Ramos da Silva
Fernando Ramos da Silva (São Paulo, 29 de novembro de 1967 — Diadema, 25 de agosto de 1987) foi um ator brasileiro, célebre por interpretar o protagonista de Pixote, a Lei do Mais Fraco. Foi morto pela Polícia Militar de São Paulo.

## Biografia
Tornou-se ator ao ser escolhido para viver o personagem Pixote no filme Pixote, a Lei do Mais Fraco, de 1980, dirigido por Héctor Babenco. O garoto foi considerado uma revelação e o filme foi muito premiado no Brasil e exterior. Tentou continuar a carreira no Rio de Janeiro, participando da telenovela global O Amor É Nosso, em 1981. Na sequência esteve nos filmes Eles não Usam Black-tie, também em 1981, e Gabriela, Cravo e Canela, de 1983.
Tempos depois do filme, Fernando voltou a Diadema (Região do Grande ABC), sempre na esperança de reconquistar o posto de ator, mas acabou retornando à sua antiga vida, em um ambiente de total miséria e precariedade. Decidido a tentar novamente a carreira de ator, dirigiu-se ao Rio de Janeiro, sendo escolhido para interpretar um personagem em uma novela da Rede Globo, com a ajuda de José Louzeiro. Porém, Fernando foi demitido logo por não conseguir decorar os textos, já que era semialfabetizado.
Novamente morando em uma favela em Diadema, acabou se envolvendo com a criminalidade. Parte disso se deve à influência dos irmãos. Foi preso duas vezes: uma, por assalto e outra por porte ilegal de arma. Disse em uma entrevista que muitas vezes fora perseguido por policiais porque eles não distinguiam o personagem do ator.
Aos 19 anos, Fernando foi morto por policiais militares do Tático Móvel (atual Força Tática) do 6º Batalhão da Polícia Militar de São Bernardo do Campo num tiroteio após supostamente ter participado de mais um assalto, desta vez contra uma empresa no bairro de Piraporinha, também em São Bernardo. Fato este contestado até hoje pela família. 
Testemunhas disseram tê-lo visto de short, sem camisa e desarmado. A perícia atestou que Fernando levou oito tiros à queima-roupa, dos quais cinco concentrados no corpo e mais três no braço direito, sugerindo que estivesse em posição de defesa. 
Os policiais militares nunca foram presos pelo crime, apenas foram demitidos da Polícia Militar por fraude processual. 
Sua esposa, Cida Venâncio, escreveu o livro Pixote Nunca Mais, que inspirou o filme Quem Matou Pixote?, de José Joffily, que conta a curta trajetória de Fernando Ramos da Silva como ator e pessoa. No filme, Fernando foi vivido pelo ator Cassiano Carneiro.

## Filmografia
| Ano  | Título                      | Personagem |
| ---- | --------------------------- | ---------- |
| 1980 | Pixote, a Lei do Mais Fraco | Pixote     |
| 1981 | Eles Não Usam Black-Tie     | Bié        |
| 1983 | Gabriela                    | Tuísca     |